# Giấc mơ sáng suốt
Giấc mơ sáng suốt (tiếng Anh: Lucid dream) là một giấc mơ mà trong đó người mơ biết rằng mình đang mơ. Thuật ngữ này được đặt ra bởi nhà văn, bác sĩ tâm thần người Hà Lan Frederik (Willem) van Eeden (1860–1932). Trong một giấc mơ sáng suốt, người mơ có thể sử dụng một vài cấp độ trong việc kiểm soát vai trò của mình bên trong giấc mơ hoặc có thể điều khiển những kinh nghiệm tưởng tượng của mình trong môi trường mơ. Những giấc mơ sáng suốt có thể rất thực tế và sống động.
Một giấc mơ sáng suốt có thể bắt đầu bằng một trong hai cách. Một Dream-initiated lucid dream (DILD) khởi đầu như một giấc mơ bình thường, và người mơ cuối cùng kết luận rằng đó là một giấc mơ, trong khi một  wake-initiated lucid dream (WILD) xảy ra khi người mơ từ một trạng thái thức bình thường đi trực tiếp vào trạng thái mơ, mà không hề mất đi ý thức.
Giấc mơ sáng tỏ đã được nghiên cứu cách khoa học, và sự tồn tại của nó đã được xác nhận chắc chắn.

## Lịch sử khoa học
Quyển sách đầu tiên công nhận khả năng khoa học của những giấc mơ sáng suốt là "Nghiên cứu về Giấc mơ sáng tỏ" của Celia Green năm 1968. Green đã phân tích những đặc trưng của những giấc mơ đó, xem xét những tác phẩm đã được xuất bản trước đây trên chủ đề này và cộng thêm những dữ liệu mới từ những đối tượng của riêng bà. Bà đi đến kết luận rằng những giấc mơ sáng tỏ là một phạm trù kinh nghiệm khác biệt với những giấc mơ thông thường, và bà tiên đoán rằng chúng sẽ có liên quan với giấc ngủ mắt chuyển động nhanh (giấc ngủ REM). Green cũng lần đầu tiên liên kết giấc mơ sáng tỏ với hiện tượng thức giả.
Bài viết "Dreaming" của nhà triết học Norman Malcolm năm 1959 đã lập luận chống lại khả năng kiểm tra tính đúng đắn của các báo cáo về giấc mơ. Tuy nhiên, việc thực hiện chuyển động mắt diễn ra trong giấc mơ có thể tác động tới đôi mắt vật lý của người mơ đã cung cấp một cách thức để chứng minh những hành động đã được thỏa thuận trong suốt cuộc sống lúc thức có thể được nhắc lại và thực hiện một lần sáng suốt trong một giấc mơ. Bằng chứng đầu tiên cho dạng này đã được xuất bản vào cuối những năm 1970 bởi nhà cận tâm lý học người Anh Keith Hearne. Một tình nguyện viên có tên là Alan Worsley đã sử dụng chuyển động mắt để ra hiệu sự khởi đầu của giấc mơ sáng suốt, điều đã được ghi lại bởi một cỗ máy đo giấc ngủ (polysomnograph machine).
Kết quả của Hearne không được công bố rộng rãi. Bài viết phê bình bởi chuyên gia trong ngành đầu tiên đã được xuất bản vài năm sau bởi Stephen LaBerge tại đại học Stanford, người đã phát triển độc lập một kĩ thuật tương tự như một phần của luận án tiến sĩ của ông. Suốt những năm 1980, có thêm những bằng chứng khoa học kiểm chứng sự tồn tại của giấc mơ sáng suốt được đưa ra bởi những người mơ sáng suốt đã có thể chứng minh với những nhà nghiên cứu rằng họ biết một cách có ý thức về việc ở trong một trạng thái mơ (một lần nữa, chủ yếu là sử dụng hiệu lệnh chuyển động mắt). Ngoài ra, những kĩ thuật được trong não bộ khi đang mơ sáng suốt. Bước đầu tiên để mơ sáng suốt là nhận ra mình đang mơ. Sự nhận ra này có thể xảy ra trong vỏ não trước trán lưng-bên (dorsolateral prefrontal cortex), đó là một trong số ít khu vực bị vô hiệu hóa trong suốt giấc mơ REM và là nơi trí nhớ làm việc diễn ra. Một khi khu vực này được hoạt động và sự nhận thức về giấc mơ diễn ra, người mơ phải thận trọng để giấc mơ tiếp tục nhưng phải đủ tỉnh táo để nhớ rằng đó là một giấc mơ. Trong khi vẫn còn duy trì được sự cân bằng này, hạch hạnh nhân và vỏ não thái dương có thể được kích hoạt ít mạnh hơn. Để tiếp tục cường độ của ảo giác trong giấc mơ, được mong đợi rằng sự liên kết của học cầu và đỉnh chẩm tiếp tục hoạt động.
Điều trị những cơn ác mộng
Người ta cho rằng những người phải chịu những cơn ác mộng có thể hưởng lợi từ khả năng nhận ra rằng họ chỉ đang mơ. Một nghiên cứu thí điểm được thực hiện năm 2006 cho thấy liệu pháp điều trị bằng giấc mơ sáng suốt đã thành công trong việc giảm tần số những cơn ác mộng. Liệu pháp này bao gồm việc hướng về ý tưởng, làm chủ kĩ thuật, và những bài tập rèn luyện tính minh mẫn. Không rõ rằng những khía cạnh của liệu pháp có chịu trách nhiệm cho sự thành công của việc vượt qua những cơn ác mộng hay không, dù liệu pháp này nhìn chung có kết quả.
Nhà tâm lý học người Úc Milan Colic đã khám phá ra ứng dụng của nguyên tắc của điều trị tường thuật (narrative therapy) với những giấc mơ sáng suốt của bệnh nhân, để làm giảm tác động không chỉ của những cơn ác mông khi ngủ, mà còn giảm, tự cắt giảm, và những vấn đề trong cuộc sống khi thức. Colic nhận ra rằng những phương hướng được ưa thích cho cuộc sống của những bệnh nhân, cũng như ông đã xác định trong suốt quá trình đàm thoại điều trị, có thể làm giảm nội dung đau buồn của những giấc mơ, trong khi sự hiểu biết về cuộc sống và thậm chí là tính cách từ những giấc mơ sáng suốt có thể được viện dẫn trong "cuộc đời thật" với những lợi ích chữa bệnh rõ ràng.
Nhận thức về thời gian
Vào năm 1985, LaBerge thực hiện một nghiên cứu thí điểm cho thấy rằng nhận thức về thời gian trong một giấc mơ sáng suốt cũng tương tự như khi thức. Những người mơ giấc mơ sáng suốt đếm mười giây trong khi mơ, ra tín hiệu kết thúc của việc đếm với một tính hiệu mắt đã chuẩn bị trước với một máy ghi điện nhãn đồ. Kết quả của LaBerge dã được xác nhận bởi những nhà nghiên cứu người Đức năm 2004. Nghiên cứu của người Đức, bởi tiến sĩ Erlacher và M. Schredl, cũng nghiên cứu hoạt động vận động và phát hiện ra rằng uốn cong đầu gối lâu hơn 44% trong khi đang mơ giấc mơ sáng suốt. Tuy nhiên, một nghiên cứu ở Đức vào năm 1995 chỉ ra rằng giấc mơ sáng suốt cũng có thể kéo dài thời gian, trong đó người mơ có thể kiểm soát độ dài giấc mơ. Nghiên cứu được thực hiện suốt giấc ngủ và lúc thức, và yêu cầu người tham dự ghi lại giấc mơ của mình trong nhật ký và giấc mơ kéo dài bao lâu.

## Lịch sử văn hóa
Mặc dù chỉ mới được công chúng biết đến trong vài thập kỷ qua, nhưng giấc mơ sáng suốt không phải là một khám phá hiện đại. Một bức thư được viết bởi thánh Augustine thành Hippo vào năm 415 nhắc đến giấc mơ sáng suốt. Vào thế kỷ thứ 8, những Phật tử Tây Tạng và Bonpo đã tập luyện một hình thức của Mộng Du Già (Dream Yoga) để duy trì trọn vẹn nhận thức khi thức trong khi đang ở trong trạng thái mơ. Phương pháp này đã được thảo luận rộng rãi và giải thích trong quyển "Mộng Du Già và sự thực hành Ánh sáng Tự nhiên". Một trong những thông điệp quan trọng của quyển sách là sự khác biệt của Thiền định Đại viên mãn của nhận thức và Mộng Du Già. Thiền định "Nhận thức Đại viên mãn" cũng đã được gọi bởi thuật ngữ như "Tánh giác bất nhị" (Rigpa), Quán tưởng (Contemplation), và Sự hiện diện (Presence). Nhận thức trong suốt việc ngủ và những trạng thái mơ thì có liên hệ với sự luyện tập Đại viên mãn của ánh sáng tự nhiên. Sự luyện tập này chỉ đạt được giấc mơ sáng suốt như là một hiệu quả thứ cấp - trái ngược với Mộng Du Già, là điều tập trung chính yếu vào giấc mơ sáng suốt. Theo các nhà sư, những trải nghiệm về tính sáng suốt giúp chúng ta ngộ ra "tướng vô tánh" (the unreality of pheomena), mặt khác là điều sẽ bị lấn át suốt giấc mơ hoặc trải nghiệm cái chết.
Một người mơ giấc mơ sáng suốt được ghi nhận sớm nhất là nhà triết học và bác sĩ Sir Thomas Browne (1605–1682). Browne đã bị mê mẩn bởi thế giới của các giấc mơ và đã mô tả khả năng của ông trong quyển Religio Medici: "...yet in one dream I can compose a whole Comedy, behold the action, apprehend the jests and laugh my self awake at the conceits thereof". Tương tự, Samuel Pepys trong nhật ký của ông vào ngày 15 tháng 8 năm 1665 ghi nhận một giấc mơ "mà trong đó tôi ôm quý cô Castlemayne trong vòng tay và thú nhận tất cả sự suồng sã tôi đã thèm khát với cô ấy, và rồi tôi mơ rằng điều này không thể là tỉnh được, nhưng nó không chỉ là một giấc mơ". Marquis d'Hervey de Saint-Denys đã chứng tỏ rằng một người có thể học cách để mơ một cách có ý thức. Vào năm 1867, ông ấy xuất bản quyển "Les Rêves et les moyens de les diriger; observations pratiques" ("Những giấc mơ và cách để dẫn dắt chúng; những sự theo dõi thực tế"), trong đó ông đã đưa ra những tài liệu của hơn 20 năm nghiên cứu của ông về những giấc mơ.
Thuật ngữ mơ giấc mơ sáng suốt được đặt ra bởi tác giả và bác sĩ tâm thần người Hà Lan Frederik van Eeden trong bài báo vào năm 1913 của ông "Một nghiên cứu về những giấc mơ". Bài báo này bị xem là mang tính giai thoại cao và không được chấp nhận trong cộng đồng khoa học. Some consider this a misnomer because it means much more than just "clear or vivid" dreaming. Thuật ngữ giấc mơ tỉnh táo tránh sự nhầm lẫn này. Tuy nhiên, thuật ngữ sáng suốt lại được sử dụng bởi van Eeden trong ý nghĩa của nó của "có được sự thấu suốt" ("having insight"),

## Những hiện tượng liên quan khác

### Chuyển động mắt nhanh (REM)
Khi một ai đó đang mơ, mắt người đó sẽ chuyển động nhanh (rapid eye movement). Các nhà khoa học nghiên cứu ra rằng những chuyển động mắt này có thể tương ứng với hướng mà người mơ "nhìn" trong giấc mơ. Nó cho phép các người mơ có luyện tập có thể liên lạc với người nghiên cứu khi đang mơ bằng các tín hiệu chuyển động mắt.

### Thức giả
Trong tình trạng thức giả (false awakening), giấc mơ mà bạn thấy mình vừa thức dậy. Căn phòng của người mơ thức giả thường thân thuộc với căn phòng mà trước đó người đó đi ngủ. Nếu một người sáng suốt, họ thường tin rằng họ không còn trong mơ nữa và bắt đầu một buổi sáng như thường lệ. Người mơ còn tiếp tục trong giấc mơ cho đến khi nhận ra rằng mình chưa thật sự đã thức dậy hoặc cho đến khi họ thực sự đã thức dậy.

### Bóng đè
Thông thường, trong khi ngủ, cơ thể chúng ta tự bị tê liệt để ngăn chặn các chuyển động trong mơ khiến cho cơ thể thật di chuyển (mộng du). Tuy nhiên, cơ chế này có thể xảy ra trước, trong, hoặc sau giấc ngủ bình thường khi não bộ đang thức tỉnh. Điều này có thể dẫn đến tình trạng người ngủ thức giấc trong tình trạng bị tê liệt. Ảo giác Hypnagogic có thể gặp trong trạng thái này, đặc biệt là thính giác. Ảnh hưởng của bóng đè bao gồm cảm giác có sức nặng đè lên hoặc bất lực khi cố gắng di chuyển các cơ bắp, các trạng thái ảo giác,...